# Río Güey
El río Güey (también escrito río Guay) es un río de Venezuela que domina la cuenca del mismo nombre que nace al este de las montañas conocidas como pico La Mesa y el cerro Chimborazo de la Fila Güey, pertenecientes a la rama litoral de la cordillera de la Costa, al norte del Estado Aragua. Desde su nacimiento, confluyen varias quebradas que, cerca del piedemonte, forman un salto de agua conocido como Pozo del Diablo, desde donde continúa hasta pasar por la ciudad de Maracay y finalmente desembocar en el lago de Valencia, a nivel del Barrio Brisas del Lago en la Parroquia Andrés Eloy Blanco.

## Cuenca del río Güey
La cuenca del río Güey se divide en dos áreas bien definidas, la parte montañosa y el valle plano, separados entre sí por una línea piedemonte que forma parte de la vertiente sur del Parque nacional Henri Pittier. En las montañas de la cuenca del Río Güey, los incendios de vegetación se suceden anualmente durante la época de sequía, que han determinado un avance de las sabanas de montaña a expensas de la destrucción de las selvas, de las cuales quedan aún grandes áreas y que también son afectadas por diversas actividades agrícolas y construcción de instalaciones pecuarias.